# طبيع (بعدان)

تعديل مصدري - تعديل

طبيع هي إحدى قرى عزلة سير بمديرية بعدان التابعة لمحافظة إب، بلغ تعداد سكانها 1072 نسمة حسب تعداد اليمن لعام 2004.

## المحلات التابعة للقرية
قالب:عرض الجبل و القشبة والجبانة وحي السوق والشيشة والشعبة واخيراىالحياجل...